# Divergente (película)
Divergente (título original en inglés: Divergent) es una película estadounidense de ciencia ficción basada en la novela homónima de Veronica Roth, dirigida por Neil Burger y con guion de Evan Daugherty y Vanessa Taylor. Está protagonizada por Shailene Woodley, Theo James, Ansel Elgort, Miles Teller y Kate Winslet. Se estrenó el 21 de marzo de 2014.

## Argumento
En una futurista y distópica Chicago, la sociedad se divide en cinco facciones: Abnegación (los altruistas), Cordialidad (los pacíficos), Verdad (los sinceros), Osadía (los valientes) y Erudición (los inteligentes). El resto de la población son los abandonados, que no tienen ningún estatus o privilegio en esta sociedad. Cuando los niños alcanzan la edad de 16 años, se someten a una prueba de aptitud psicológica inducida por suero que indica su facción más adecuada, aunque se les permite elegir cualquier facción como su grupo permanente en la posterior ceremonia de elección.
Beatrice Prior (Shailene Woodley) nació en abnegación (la facción que dirige el gobierno). Su padre, Andrew Prior (Tony Goldwyn), sirve en el consejo gobernante junto con el jefe de abnegación, Marcus Eaton (Ray Stevenson). Beatrice toma su prueba con una mujer de osadía llamada Tori Wu (Maggie Q) como supervisora. Sus resultados muestran atributos iguales de múltiples facciones, lo que significa que es divergente. Su divergencia incluye abnegación, erudición, y osadía. Tori registra sus resultados como abnegación y le advierte que mantenga el verdadero resultado en secreto, diciendo que debido a que los divergentes pueden pensar de forma independiente, el gobierno no puede controlarlos y se consideran amenazas al orden social existente.
Al día siguiente, en la ceremonia de elección, el hermano de Beatrice, Caleb Prior (Ansel Elgort), elige Erudición. Después de pensarlo mucho, Beatrice elige Osadía. Tras la ceremonia, Beatrice conoce a Christina (Zoë Kravitz), Al (Christian Madsen) y Will (Ben Lloyd-Hughes), otros tres iniciados de otras facciones que también eligieron Osadía. El compromiso de los iniciados y la valentía son inmediatamente probados, y Eric Coulter (Jai Courtney), un brutal líder de Osadía, deja claro que cualquiera que no cumpla con las altas expectativas de Osadía será expulsado de la facción para convertirse en Abandonado. Beatrice es la primera voluntaria para un salto de fe de un edificio alto en un agujero oscuro, aterrizando en una red. Cuando Cuatro (Theo James), uno de los instructores, le pide su nombre, ella lo acorta a "Tris" dejando atrás su infancia en Abnegación.
Tris inicialmente lucha en el entrenamiento, clasificándose muy por debajo del punto de corte después de la primera evaluación, pero con la ayuda de Cuatro lentamente mejora. Eric la hace coincidir con su enemigo, Peter (Miles Teller), en una pelea. Tris es derrotada y se despierta en la enfermería. Informada de que se perderá la prueba más importante, Capturar La Bandera, Tris sale de la enfermería y se une a los otros iniciados, asegura la victoria de su equipo, y pasa el corte final.
En la siguiente fase de entrenamiento, los iniciados enfrentan sus peores temores en simulaciones psicológicas. Divergentes son resistentes a los sueros y simulaciones, por lo que Tris sobresale en estas pruebas, resolviéndolas de maneras peculiares, pero Cuatro le advierte que debe resolver los retos como haría uno de Osadía normal con el fin de ocultar sus habilidades.
Tris visita a Caleb. Ella le dice que Erudición está planeando derrocar a Abnegación y convertirse en la facción gobernante. Caleb no le cree. A su regreso a Osadía, Tris es atacada por Al, Peter y Drew antes de ser rescatada por Cuatro. Cuatro le explica a Tris que el miedo puede hacer que las personas hagan cosas terribles, como lo que hizo su amigo Al. Al día siguiente, Al pide el perdón de Tris, pero ella se niega, llamándolo cobarde. Más tarde se suicida al saltar a un foso en lugar de vivir con la vergüenza. Tris conmocionada al ver el cuerpo, piensa que es su culpa que su amigo se suicidara, pero Cuatro la consuela diciéndole que él había tomado su decisión y que de todas formas el chico no pasaría la prueba final de Osadía.
Para prepararla para la prueba final, Cuatro entra con Tris en sus propias simulaciones de miedo, donde Tris se entera de que Cuatro era Tobias Eaton, el hijo de Marcus Eaton. En las simulaciones, Cuatro le explica que para pasar la prueba tiene que encontrar alguna herramienta para vencer la situación. Después de la simulación, van a una terraza donde Tris le pregunta a Cuatro qué es el tatuaje que lleva en la espalda. Cuatro se lo muestra, y en él aparecen las cinco facciones, mostrando que él también es un Divergente. Más tarde se besan. Tris entonces pasa su prueba y se inicia oficialmente en Osadía. A los miembros de esta facción, entre ellos Tris y Cuatro, les inyectan un suero suministrado por Erudición que es, supuestamente, para controlar su pensamiento. 
A la mañana siguiente, los de Osadía se preparan para destruir Abnegación por las órdenes de Erudición y el liderazgo Osadía trabajando con ellos. Divergentes no son afectados por el suero de control de la mente . Cuando el ejército Osadía controlado por la mente se está preparando para la ejecución de la Abnegación, un Divergente confuso se revela a sí mismo preguntando a todos lo que está sucediendo y es disparado inmediatamente por Eric. Testigo de esto Tris se mezcla con el ejército para evitar sospechas. En el tren, se dirige cuidadosamente hacia Cuatro. Ella se coloca a su lado y después de unos segundos se revela como un Divergente por la cogida de su mano y se siente aliviada. Mientras que el movimiento de Osadía se prepara para atacar Abnegación, Tris y Cuatro se separan del grupo e intentan localizar a los padres de Tris. Eric sospecha de Cuatro y lo prueba apuntando su arma a Cuatro. Tris rompe su cubierta y apunta su arma a Eric. Sus identidades como Divergentes se revelan a los líderes Intrépidos y ambos son capturados. Se llevan a Cuatro bajo custodia, mientras se ordena que Tris sea ejecutada. Su madre Natalie (Ashley Judd) aparece y la libera. Tris ahora sabe que su madre también era de Osadía. Ella le dice a Tris el paradero de su padre y que tienen que volver a ellos inmediatamente. Tris mata a uno de sus amigos, Will, y es realmente afectada por el hecho de que tuvo que matar a su amigo para sobrevivir. Desafortunadamente, su madre pronto es muerta a tiros mientras huyen. Tris tiene que dejar el cadáver de su madre para evitar que la maten.
Tris encuentra a su padre escondido con varios miembros de Abnegación, incluyendo Caleb y Marcus. El grupo se mete en el cuartel general de Osadía, donde Tris se encuentra con Peter y lo obliga a conducirlos al centro de control de Erudición. Su padre se sacrifica en un tiroteo, y Tris entra sola para encontrar a Cuatro, que ahora está bajo un control mental más fuerte diseñado para Divergentes y la ataca. Usando su conocimiento de sus miedos, logra despertarlo del control de la mente y los dos entran en la sala central de control, donde la líder de Erudición Jeanine (Kate Winslet) está a punto de que el ejército de Osadía ejecute toda la facción de Abnegación. Tris utiliza una muestra del suero de control mental en ella para obligarla a cancelar el programa. El grupo escapa del complejo y aborda un tren fuera del complejo.

## Reparto
| Personaje             | Actor Original Estados Unidos | Actor de doblaje España | Actor de doblaje México | Notas  |
| --------------------- | ----------------------------- | ----------------------- | ----------------------- | ------ |
| Beatrice Prior / Tris | Shailene Woodley              | Paula Ribó              |                         | [ 4 ]  |
| Tobias Eaton / Four   | Theo James                    | Hernán Fernández        |                         | [ 6 ]  |
| Natalie Prior         | Ashley Judd                   | Mercedes Montalá        |                         | [ 7 ]  |
| Eric Coutler          | Jai Courtney                  | Manuel Gimeno           |                         | [ 8 ]  |
| Marcus Eaton          | Ray Stevenson                 | Jordi Boixaderas        |                         | [ 9 ]  |
| Christina             | Zoë Kravitz                   | Isabel Valls            |                         | [ 10 ] |
| Peter Hayes           | Miles Teller                  | Ivan Labanda            |                         | [ 11 ] |
| Andrew Prior          | Tony Goldwyn                  | Juan Antonio Bernal     |                         | [ 7 ]  |
| Caleb Prior           | Ansel Elgort                  | Marcel Navarro          |                         | [ 10 ] |
| Tori Wu               | Maggie Q                      | Marta Barbará           |                         | [ 10 ] |
| Max                   | Mekhi Phifer                  | Carlos Di Blasi         |                         | [ 9 ]  |
| Jeanine Matthews      | Kate Winslet                  | Nuria Mediavilla        |                         | [ 6 ]  |
| Will                  | Ben Lloyd-Hughes              | Roger Isasi-Isasmendi   |                         | [ 12 ] |
| Al                    | Christian Madsen              | Masumi Mutsuda          |                         | [ 12 ] |
| Molly                 | Amy Newbold                   | Laura Monedero          |                         | [ 11 ] |
| Edward                | Ben Lamb                      |                         |                         | [ 12 ] |

## Desarrollo

### Producción
Summit Entertainment compró los derechos de la novela en octubre de 2012, tomando el cargo de la producción de la película Lucy Fisher, Pouya Shabazian y Douglas Wick.
El 20 de abril, Veronica Roth confirmó en su blog que el personaje de Uriah no aparecerá en la historia en esta primera película, siendo en la adaptación de Insurgent cuando será presentado.

### Reparto
En noviembre de 2012, se dio a conocer que Shailene Woodley interpretaría el personaje principal, Beatrice Prior. En enero de 2013, se informó que la ganadora del Óscar, Kate Winslet se unía al reparto, poco después se confirmó que interpretaría a Jeannine Matthews. El 11 de marzo, Maggie Q, Zoë Kravitz y Ansel Elgort fueron confirmados dentro del elenco como Tori, Christina y Caleb Prior, respectivamente. El australiano, Jai Courtney fue confirmado para interpretar a Eric el 14 de marzo y un día después se anunció que el inglés Theo James interpretaría a Tobias Eaton. El 25 de marzo se hizo oficial que los actores Ben Lloyd-Hughes, Ben Lamb y Christian Madsen se unían al elenco para interpretar a Will, Edward y Al, respectivamente. El 9 de abril se informó la incorporación de Mekhi Phifer como Max y Ray Stevenson, quien interpretará a Marcus Eaton. El 16 de abril, Tony Goldwyn y Ashley Judd fueron confirmado como Andrew y Natalie Prior, los padres de Tris.

### Filmación
La filmación comenzó el 1 de abril de 2013 y concluyó el 16 de julio de 2013 en la ciudad de Chicago. Muchas de las locaciones interiores fueron filmadas en el Cinespace Chicago Film Studios, mientras que la Seventeenth Church of Christ, Scientist  fue usada para las escenas de la ceremonia de la elección. El rodaje también tuvo lugar en la noria de Navy Pier, donde toda la zona fue cubierta con suciedad y óxido para parecer más distópica. Escenas adicionales se rodaron en la calle 57 y la Ellis Avenue, cerca de la Universidad de Chicago, además de la Federal Street donde se construyeron líneas falsas del Chicago 'L' y en la Avenida Míchigan.
Para el sector de Abnegación, el equipo de producción construyó el set de filmación en Wells Street, en el centro de Chicago. A finales de junio, el rodaje tuvo lugar en el 1500 S Western Avenue y el 600 S. Wells Street. Para las últimas escenas, el rodaje se trasladó al río Chicago y continuó en Lake Street Bridge, Wacker Drive y LaSalle Street Bridge. La filmación terminó el 16 de julio de 2013, sin embargo, el 24 de enero de 2014, un rodaje adicional se llevó a cabo en Los Ángeles y terminó el 26 de enero de 2014, que se convirtió oficialmente en el último día de rodaje.

### Posproducción
El trabajo de posproducción comenzó después de que terminó el rodaje. El 18 de julio, Summit y Lionsgate emitieron un comunicado conjunto anunciando la película se estrenaría en formato IMAX: "Estamos encantados de continuar nuestra exitosa colaboración con IMAX, con quien ya hemos colaborado en las franquicias de Los Juegos del Hambre y la Saga Crepúsculo, y estamos especialmente contentos de poder introducir nuestra nueva franquicia para jóvenes adultos, Divergente, para que la película se estrenada en el formato IMAX premium que celebra su estatus como un evento especial y memorable".

## Crítica
Divergente recibió críticas mixtas. En la página Rotten Tomatoes obtuvo una calificación de 40% basada en 198 reseñas, con una puntuación a de 5.4/10 por parte de la crítica, mientras que la audiencia le ha dado una calificación de 70%. El consenso general dice que "no se sale de la moda del género joven/adulto y que decepciona por ser tan predecible". En Metacritic recibió una puntuación de 48, basado en 38 críticas, indicando "reseñas mixtas". Las audiencias de CinemaScore le dieron al filme una puntuación de "A" en una escala de A+ a F, mientras que en el sitio IMDb los usuarios le han dado una puntuación de 6.8/10, con base a más de 326000 votos. En SensaCine ha recibido una aprobación de 3/5. Las principales críticas negativas se basaron en su desenvolvimiento genérico y su guion predecible. Peter Travers de Rolling Stone escribió: «Al menos Los Juegos del hambre generaron dos excelentes primeras películas y una estrella en ascenso, Jennifer Lawrence. En pantalla, Divergente solo genera indiferencia». Sin embargo Peter Debruge de Variety la considera una mejor adaptación, y aunque él dice que comparte mucho con Los Juegos del Hambre, la supera por mucho.
A pesar de las críticas mixtas de la película, la mayoría de críticos alabaron las actuaciones de Woodley y James como los dos protagonistas.

### Premios y nominaciones
| Año  | Premio             | Categoría                          | Nominados             | Resultado |
| ---- | ------------------ | ---------------------------------- | --------------------- | --------- |
| 2014 | MTV Movie Awards   | Personaje favorito                 | Beatrice "Tris" Prior | Ganadora  |
| 2014 | Teen Choice Awards | Mejor película de acción           | Divergente            | Ganadora  |
| 2014 | Teen Choice Awards | Mejor actor en aventura de acción  | Theo James            | Ganador   |
| 2014 | Teen Choice Awards | Mejor actriz en aventura de acción | Shailene Woodley      | Ganadora  |

## Secuelas
El 7 de mayo de 2013, Summit Entertainment reveló que una secuela basada en Insurgent, ya está en obras. Brian Duffield, escritor de Jane Got a Gun, ha sido contratado para escribir el guion. La secuela se programó para ser estrenada el 20 de marzo de 2015. Neil Burger no volverá para la secuela. El 11 de febrero de 2014, se anunció que Robert Schwentke tomará el lugar de Burger por la próxima entrega. El 21 de marzo de 2014, Lionsgate dio luz verde oficial de la adaptación cinematográfica de Insurgent.
Una tercera película basada en Allegiant fue programada para su estreno el 18 de marzo de 2016. El 11 de abril de 2014, Summit Entertainment anunció que la tercera novela se dividirá en dos películas tituladas Allegiant y Ascendant, con la segunda parte prevista para ser estrenada el 24 de marzo de 2017.